# 아가씨 (영화)의 수상 및 후보 목록
다음은 2016년 개봉한 대한민국의 심리 스릴러 영화 《아가씨》의 수상 및 후보 목록이다. 박찬욱이 감독하고, 세라 워터스의 소설 핑거스미스를 기반으로 정서경과 공동 각본을 썼다. 1930년대 일제강점기 조선을 배경으로 하는 이 영화는 가난한 사기꾼인 숙희(김태리)가 부잣집의 하녀로 들어가 백작(하정우)과 짜고 상속녀인 히데코(김민희)를 정신병원으로 보내 유산을 가로챌 음모를 꾸미고 벌어지는 이야기를 다루고 있다. 원작 소설처럼 3부로 나뉘어 1부는 하녀의 관점, 2부는 아가씨의 관점, 3부는 두 개의 서로 다른 이야기를 합일해 나아가는 방식으로 구성되어 있다. 영화는 2016년 칸 국제 영화제에서 초연 되었다. 대한민국에서는 2016년 6월 1일 CJ 엔터테인먼트 배급으로 개봉되었고, 해외에서는 아마존 픽처스 배급으로 개봉되었다.

## 수상 및 후보
| 시상식                                                  | 부문                                                                                   | 작품/수상자     | 결과 |
| ------------------------------------------------------- | -------------------------------------------------------------------------------------- | --------------- | ---- |
| 얼라이언스 오브 우먼 필름 저널리스트(여성 영화기자협회) | 최우수 외국어 영화상                                                                   | 박찬욱          | 수상 |
| 오스틴 영화 비평가 협회                                 | 최우수 작품상                                                                          | 아가씨          | 4위  |
| 오스틴 영화 비평가 협회                                 | 최우수 여우조연상                                                                      | 김민희          | 후보 |
| 오스틴 영화 비평가 협회                                 | 최우수 촬영상                                                                          | 정정훈          | 후보 |
| 오스틴 영화 비평가 협회                                 | 최우수 감독상                                                                          | 박찬욱          | 후보 |
| 오스틴 영화 비평가 협회                                 | 최우수 각색상                                                                          | 박찬욱, 정서경  | 후보 |
| 오스틴 영화 비평가 협회                                 | 최우수 외국어영화상                                                                    | 아가씨          | 수상 |
| 제37회 청룡영화상                                       | 최우수 작품상                                                                          | 아가씨          | 후보 |
| 제37회 청룡영화상                                       | 감독상                                                                                 | 박찬욱          | 후보 |
| 제37회 청룡영화상                                       | 여우주연상                                                                             | 김민희          | 수상 |
| 제37회 청룡영화상                                       | 신인여우상                                                                             | 김태리          | 수상 |
| 제37회 청룡영화상                                       | 촬영상                                                                                 | 정정훈          | 후보 |
| 제37회 청룡영화상                                       | 미술상                                                                                 | 류성희          | 수상 |
| 제37회 청룡영화상                                       | 음악상                                                                                 | 조영욱          | 후보 |
| 제37회 청룡영화상                                       | 기술상                                                                                 | 조상경 (의상상) | 후보 |
| 보스턴 영화 비평가 협회                                 | 최우수 촬영상                                                                          | 정정훈          | 수상 |
| 보스턴 영화 비평가 협회                                 | 최우수 외국어영화상                                                                    | 아가씨          | 수상 |
| 제25회 부일영화상                                       | 최우수 작품상                                                                          | 아가씨          | 후보 |
| 제25회 부일영화상                                       | 감독상                                                                                 | 박찬욱          | 후보 |
| 제25회 부일영화상                                       | 여우주연상                                                                             | 김민희          | 후보 |
| 제25회 부일영화상                                       | 신인여우상                                                                             | 김태리          | 수상 |
| 제25회 부일영화상                                       | 촬영상                                                                                 | 정정훈          | 후보 |
| 제25회 부일영화상                                       | 미술상                                                                                 | 류성희          | 수상 |
| 제25회 부일영화상                                       | 음악상                                                                                 | 조영욱          | 후보 |
| 제25회 부일영화상                                       | 부일독자심사단상                                                                       | 박찬욱          | 수상 |
| 제17회 부산영화평론가협회상                             | 신인여자연기자상                                                                       | 김태리          | 수상 |
| 제69회 칸 국제 영화제                                   | 황금종려상 (공식 경쟁부문 초청)                                                        | 박찬욱          | 후보 |
| 제69회 칸 국제 영화제                                   | Queer Palm                                                                             | 박찬욱          | 후보 |
| 제69회 칸 국제 영화제                                   | 벌칸상 (미술, 음향, 촬영 등 가장 뛰어난 기술적인 성취를 보여준 작품의 아티스트를 선정) | 류성희          | 수상 |
| 제12회 유라시아 국제 영화제                             | 파노라마 아시아상                                                                      | 박찬욱          | 후보 |
| 제39회 밀 밸리 영화제                                   | 세계영화상                                                                             | 박찬욱          | 후보 |
| 제27회 스톡홀름 영화제                                  | 오픈 존                                                                                | 박찬욱          | 후보 |
| 제49회 시체스 영화제                                    | 관객상                                                                                 | 아가씨          | 수상 |
| 제49회 시체스 영화제                                    | 오피셜 판타스틱 경쟁부문                                                               | 박찬욱          | 후보 |
| 제60회 런던 국제 영화제                                 | 갈라 프로그램                                                                          | 박찬욱          | 후보 |
| 제60회 런던 국제 영화제                                 | 데어                                                                                   | 박찬욱          | 후보 |
| 시카고 영화 비평가 협회                                 | 최우수 작품상                                                                          | 아가씨          | 후보 |
| 시카고 영화 비평가 협회                                 | 최우수 감독상                                                                          | 박찬욱          | 후보 |
| 시카고 영화 비평가 협회                                 | 각색상                                                                                 | 박찬욱, 정서경  | 수상 |
| 시카고 영화 비평가 협회                                 | 촬영상                                                                                 | 정정훈          | 후보 |
| 시카고 영화 비평가 협회                                 | 최우수 외국어영화상                                                                    | 아가씨          | 수상 |
| 시카고 영화 비평가 협회                                 | 미술상                                                                                 | 류성희          | 수상 |
| 크리틱스 초이스 영화상                                  | 최우수 외국어영화상                                                                    | 아가씨          | 후보 |
| 댈러스-포트워스 영화 비평가 협회                        | 최우수 영화상                                                                          | 아가씨          | 수상 |
| 제16회 디렉터스 컷 시상식                               | 올해의 여자연기자상                                                                    | 김민희          | 수상 |
| 제16회 디렉터스 컷 시상식                               | 올해의 여자신인연기상                                                                  | 김태리          | 수상 |
| 2016 올해의 여성영화인상                                | 신인연기상                                                                             | 김태리          | 수상 |
| 라스베이거스 영화 비평가 협회                           | 최우수 영화상                                                                          | 아가씨          | 수상 |
| 플로리다 영화 비평가 협회                               | 최우수 외국어영화상                                                                    | 아가씨          | 2위  |
| 플로리다 영화 비평가 협회                               | 촬영상                                                                                 | 정정훈          | 2위  |
| 제36회 한국영화평론가협회상                             | 촬영상                                                                                 | 정정훈          | 수상 |
| 제36회 한국영화평론가협회상                             | 10대 영화상                                                                            | 아가씨          | 수상 |
| 인디와이어 크리틱스 폴                                  | 최우수 외국어영화상                                                                    | 아가씨          | 7위  |
| 인디와이어 크리틱스 폴                                  | 감독상                                                                                 | 박찬욱          | 5위  |
| 인디와이어 크리틱스 폴                                  | 음악상                                                                                 | 조영욱          | 8위  |
| 인디와이어 크리틱스 폴                                  | 촬영상                                                                                 | 정정훈          | 4위  |
| 인디와이어 크리틱스 폴                                  | 편집상                                                                                 | 김재범, 김상범  | 8위  |
| 로스앤젤레스 영화 비평가 협회                           | 최우수 외국어영화상                                                                    | 아가씨          | 수상 |
| 로스앤젤레스 영화 비평가 협회                           | 미술상                                                                                 | 류성희          | 수상 |
| 제65회 멜버른 국제 영화제                               | 가장 인기있는 장편 영화상                                                              | 아가씨          | 2위  |
| 뉴욕 온라인 영화 비평가 협회                            | 최우수 외국어영화상                                                                    | 아가씨          | 수상 |
| 샌디에이고 영화 비평가 협회                             | 최우수 외국어영화상                                                                    | 아가씨          | 수상 |
| 샌프란시스코 영화 비평가 협회                           | 각색상                                                                                 | 박찬욱, 정서경  | 후보 |
| 샌프란시스코 영화 비평가 협회                           | 최우수 외국어영화상                                                                    | 아가씨          | 수상 |
| 샌프란시스코 영화 비평가 협회                           | 미술상                                                                                 | 류성희          | 수상 |
| 세인트 루이스 게이트웨이 영화 비평가 협회               | 미술상                                                                                 | 류성희          | 수상 |
| 세인트 루이스 게이트웨이 영화 비평가 협회               | 최우수 외국어영화상                                                                    | 아가씨          | 2위  |
| 토론토 영화 비평가 협회                                 | 최우수 외국어영화상                                                                    | 아가씨          | 2위  |
| 밴쿠버 영화 비평가 협회                                 | 최우수 외국어영화상                                                                    | 아가씨          | 후보 |
| 워싱턴 D.C. 아레아 영화 비평가 협회                     | 최우수 외국어영화상                                                                    | 아가씨          | 후보 |
| 여성 영화 비평가 협회                                   | 여성에 관한 최우수 외국어영화상                                                        | 아가씨          | 수상 |
| 제11회 아시안 필름 어워드                               | 여우조연상                                                                             | 문소리          | 수상 |
| 제11회 아시안 필름 어워드                               | 신인상                                                                                 | 김태리          | 수상 |
| 제11회 아시안 필름 어워드                               | 각본상                                                                                 | 박찬욱, 정서경  | 후보 |
| 제11회 아시안 필름 어워드                               | 미술상                                                                                 | 류성희          | 수상 |
| 제11회 아시안 필름 어워드                               | 편집상                                                                                 | 김재범, 김상범  | 후보 |
| 제11회 아시안 필름 어워드                               | 의상상                                                                                 | 조상경          | 수상 |
| 도리안 어워드(게이&레즈비언 영화 비평가 협회, GALECA)   | 올해의 감독상                                                                          | 박찬욱          | 후보 |
| 도리안 어워드(게이&레즈비언 영화 비평가 협회, GALECA)   | 올해의 외국어영화상                                                                    | 아가씨          | 수상 |
| 도리안 어워드(게이&레즈비언 영화 비평가 협회, GALECA)   | 올해의 LGBTQ 영화상                                                                    | 아가씨          | 후보 |
| 도리안 어워드(게이&레즈비언 영화 비평가 협회, GALECA)   | 시각적으로 눈에 띄는 올해의 영화상                                                     | 아가씨          | 후보 |
| 덴버 영화 비평가 협회                                   | 최우수 외국어영화상                                                                    | 아가씨          | 후보 |
| 휴스턴 영화 비평가 협회                                 | 최우수 작품상                                                                          | 아가씨          | 후보 |
| 휴스턴 영화 비평가 협회                                 | 최우수 외국어영화상                                                                    | 아가씨          | 수상 |
| 내셔널 보드 오브 리뷰(전미 비평가 위원회)               | Top 5 외국어 영화                                                                      | 아가씨          | 수상 |
| 내셔널 소사이어티 오브 필름 크리틱스(전미 비평가 협회)  | 최우수 외국어영화상                                                                    | 아가씨          | 2위  |
| 온라인 영화 비평가 협회                                 | 최우수 작품상                                                                          | 아가씨          | 후보 |
| 온라인 영화 비평가 협회                                 | 최우수 외국어영화상                                                                    | 아가씨          | 수상 |
| 새틀라이트상                                            | 최우수 외국어영화상                                                                    | 아가씨          | 후보 |
| 영국 아카데미상(BAFTA)                                  | 최우수 외국어영화상                                                                    | 아가씨          | 수상 |